# Pałac w Dalkowie
Pałac w Dalkowie – zabytkowy pałac we wsi Dalków (województwo dolnośląskie), w Polsce, w powiecie polkowickim, w gminie Gaworzyce.

## Opis
Piętrowy pałac pierwotnie wybudowany pod koniec XVI w. dla rodziny von Glaubitzów; przebudowany w XVIII w. Postawiony na planie prostokąta z dobudowanym skrzydłem w kształcie litery "L" po lewej stronie, wysuniętym w kierunku parku; kryty dachem czterospadowym z lukarnami, po prawej stronie dach naczółkowy. Od frontu, nad głównym wejściem szczyt. Po 1742 własność rodziny von Stosch. W latach 1907-1912 obiekt był w posiadaniu Richarda Botho von Hindersina (1860–1931), żonatego z Davide Eveline von Hansemann (ur. 1867)
Obiekt jest częścią zespołu pałacowego, w skład którego wchodzą jeszcze: park, wieża mieszkalna z drugiej połowy XVI w., przebudowana w XVIII w.

## Herby
- nad portalem wejściowym umieszczony jest kartusz z herbami von: Stosch i  Tschammer[6][7]
- na suficie sali teatralnej[8][9] oraz na bramie wjazdowej znajdują się herby Richarda von Hindersina i jego żony Davide von Hansemann[10][11]

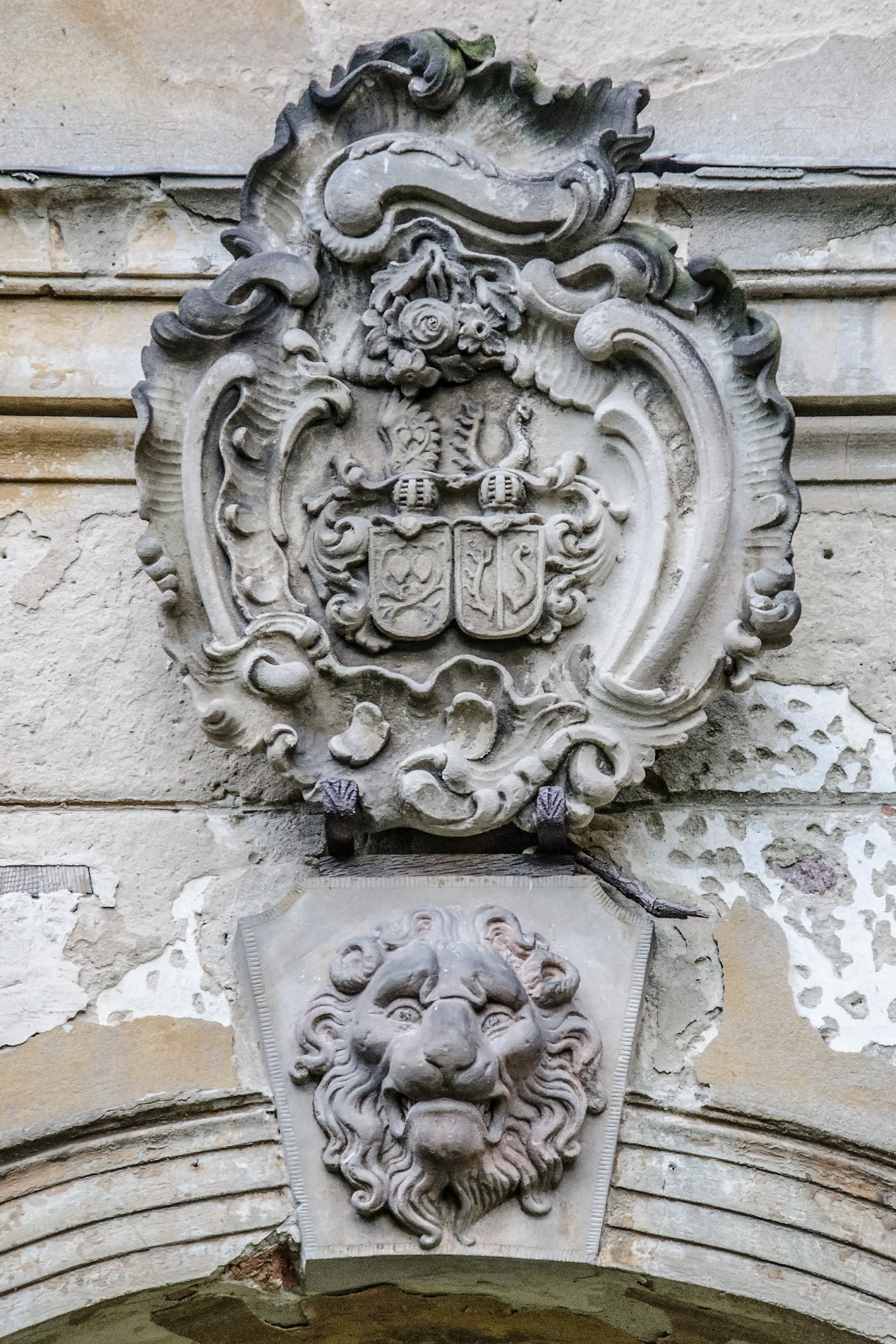
Kartusz z herbami
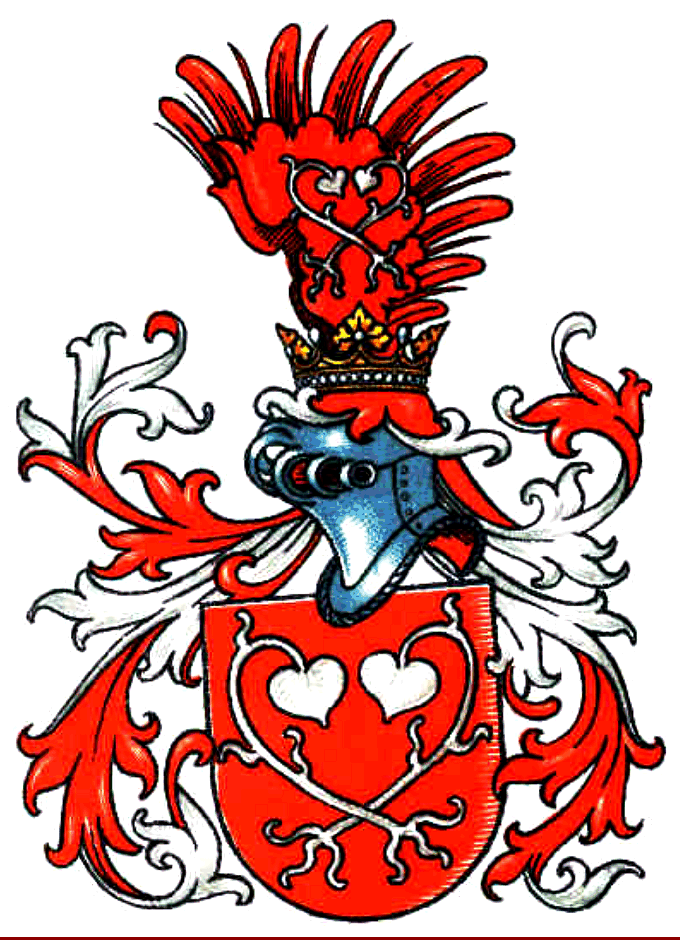
Herb von Stosch
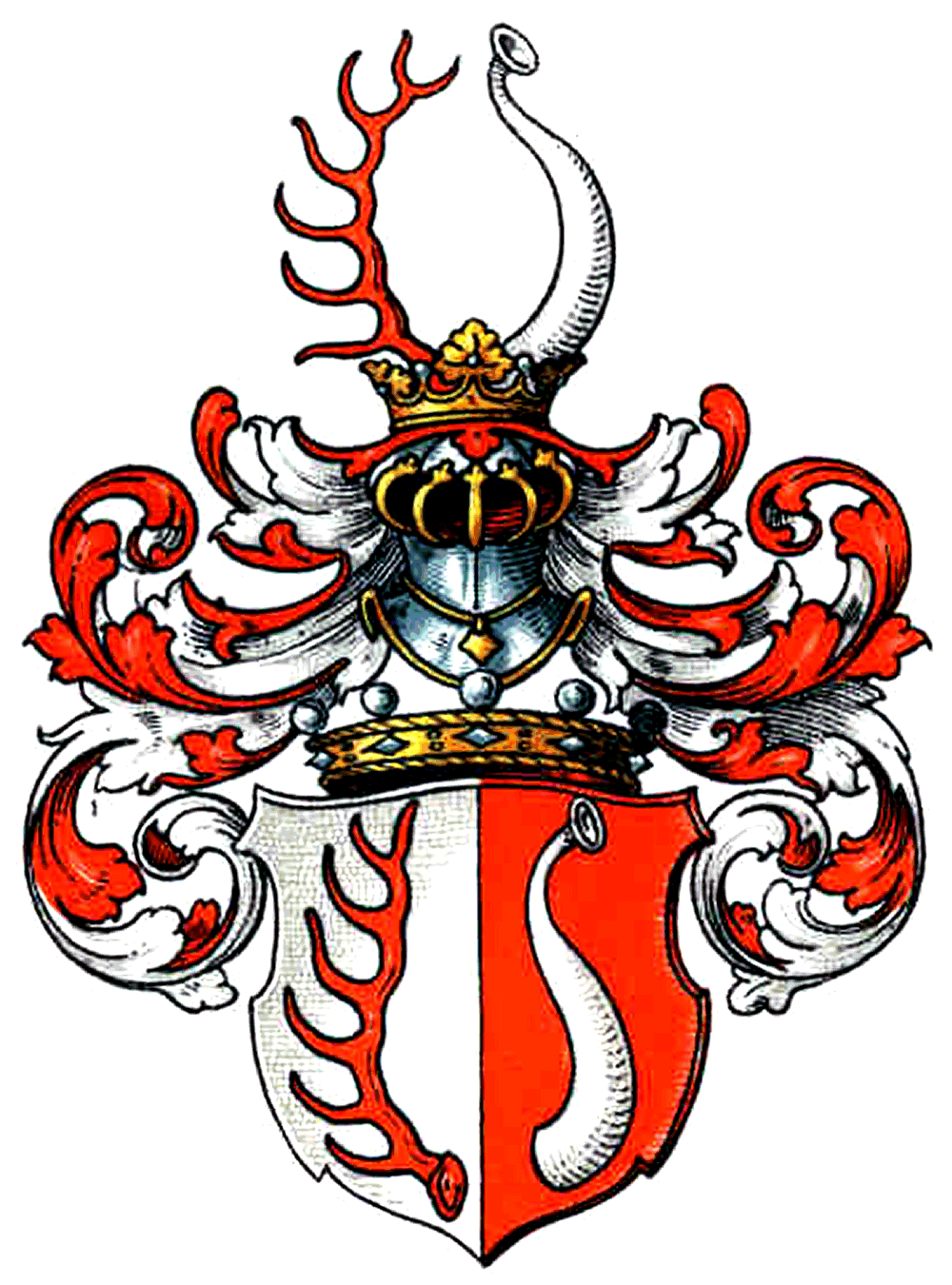
Herb von Tschammer
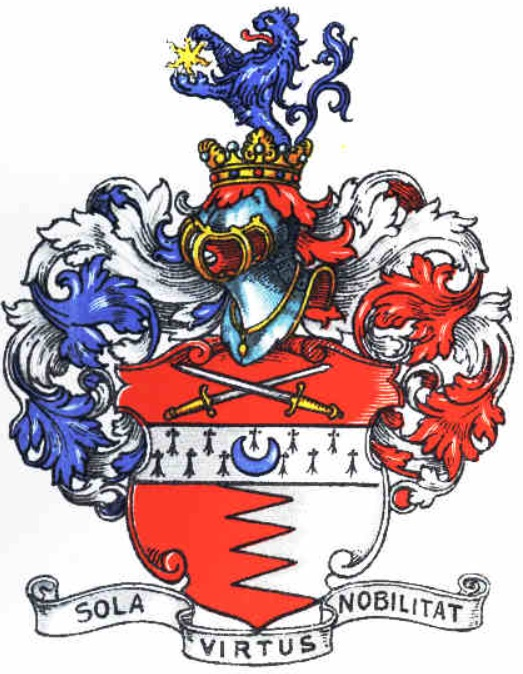
Herb Richarda von Hindersina
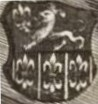
Herb Davide von Hansemann